# Daizen Maeda
Daizen Maeda (前田 大然, Maeda Daizen, Taishi, Osaka, 20 de outubro de 1997), é um futebolista japonês que atua como ponta-esquerda. Atualmente, joga pelo Celtic.

## Carreira no clube
Embora usado principalmente e inicialmente por Matsumoto Yamaga e Yokohama F. Marinos como ala esquerdo, Maeda é capaz de operar em várias posições como atacante, inclusive no flanco oposto, como meio-campista atacante ou ocasionalmente como segundo atacante . Em relação à sua resistência e condicionamento, o ex-técnico John Hutchinson se referiu a Maeda como uma "máquina", enquanto Arthur Papas, que também treinou Maeda durante sua passagem por Yokohama, disse que Maeda "possui qualidades atléticas muito superiores à maioria dos jogadores no nível profissional", saudando seu ritmo e correndo.

### Matsumoto Yamaga
Em 2016, Maeda ingressou no Matsumoto Yamaga FC . Ele estreou na J-League em 28 de fevereiro de 2016. Foi no dia 28 de agosto de 2016 que ele marcou seu primeiro gol como profissional em uma partida da Copa do Imperador contra a Universidade de Tokuyama .

### Yokohama F. Marinos
No final da temporada, foi anunciado que o acordo se tornaria permanente. Em 7 de março de 2021, ele marcou dois gols contra o Sanfrecce Hiroshima  e continuou sua prolífica sequência de forma em 17 de março, marcando quatro gols em um jogo contra o Tokushima Vortis . No dia 25 de setembro de 2021, com um gol contra o Yokohama FC, Maeda se tornou o artilheiro da J1 League. Em 6 de novembro, contra o FC Tokyo, ele marcou seu segundo hat-trick da temporada para se manter no ranking de artilheiros. Além de ter sido eleito o melhor XI da J.League no final da temporada, Maeda também foi co- artilheiro da J.League com Leandro Damião, do Kawasaki Frontale, que igualou seu total de 23 gols na campanha.

### Celtic
Em 31 de dezembro de 2021, foi anunciado que Maeda havia assinado contrato com o Celtic, clube da Premiership escocesa, por empréstimo até o final da temporada, com obrigação de compra no final do empréstimo. Em 17 de janeiro de 2022, Maeda fez sua estreia e marcou seu primeiro gol aos 4 minutos, em jogo do campeonato contra o Hibernian no Celtic Park. Maeda assinou um contrato de quatro anos com o Celtic no final da temporada, quando sua transferência se tornou definitiva.

## Carreira internacional
No dia 24 de maio de 2019, foi convocado pelo técnico do Japão, Hajime Moriyasu, para disputar a Copa América disputada no Brasil. Ele também foi o primeiro jogador do Matsumoto Yamaga a jogar pelo time principal. Ele fez sua estreia em 17 de junho de 2019, no jogo contra o Chile, como titular. No jogo do Japão na Copa do Mundo de 2022 contra a Alemanha, foi titular. Ele foi substituído aos 57 minutos por Takuma Asano. O Japão foi o vencedor do Grupo E, depois de vencer a Espanha por 2–1. Ele marcou um gol na oitavas de finais contra a Croácia.

## Títulos
Matsumoto Yamaga
- J2 League: 2018[carece de fontes?]

Celtic[carece de fontes?]
- Campeonato Escocês: 2021–22, 2022–23, 2023–24 e 2024–25
- Copa da Escócia: 2022–23 e 2023–24
- Copa da Liga Escocesa: 2022–23 e 2024–25